# Равалуманана, Марк
Марк Равалума́нана (или Равалома́нана — расхождение связано с произношением буквы "О" на Мадагаскаре, малаг. Marc Ravalomanana; род. 12 декабря 1949, Имеринкасинина) — мадагаскарский политик, с 6 мая 2002 по 17 марта 2009 — президент Мадагаскара (повторно избран в 2006).

## Биография
По вероисповеданию — протестант-реформист. Первое образование он получил благодаря скандинавским миссионерам, также благодаря им учился в лютеранской школе в Европе.
Начинал как торговец молочными продуктами, постепенно превратился во владельца крупнейшей компании-производителя молочных продуктов.
На муниципальных выборах 14 ноября 1999 года избран мэром столицы страны, Антананариву, получив 45 % голосов. В преддверии выборов мэра Антананариву он не стал опираться на поддержку какой-либо существующей партии, выдвинувшись от только что созданного им самим общественно-политического движения Tiako larivo («Я люблю Лариво» = то есть, Антананариву). Название, в некоторой степени, содержало отсылку к его компании TIKO Group. На посту мэра положительно зарекомендовал себя (улучшилась очистка улиц от мусора, осуществлена прокладка новых сетей водоснабжения и канализации и др.). Смог привлечь к решению городских проблем финансирование Всемирного Банка, Евросоюза и Французского агентства развития.

## Президентство
На президентских выборах в конце 2001 года занял первое место, получив 46 %, тогда как действующий президент Дидье Рацирака — всего 40 %. По законодательству требовался второй тур, однако Равалуманана объявил, что подсчёт голосов был проведен с нарушениями, и направил в Избирательную комиссию заявление с требованием дисквалифицировать Рацираку за многочисленные нарушения избирательного законодательства (такие, как использование для своей кампании государственных ресурсов и служащих), которые действительно имели место. 22 февраля 2002 года, в ходе массового митинга на столичном стадионе, провозгласил себя избранным президентом Мадагаскара.
Несколько месяцев продолжались столкновения со сторонниками Рацираки, которые блокировали столицу. Поначалу не был признан президентом за рубежом. Перелом в отношении иностранных государств к легитимности Равалумананы наступил в конце апреля 2002 года. Новый состав Административной палаты Верховного Суда отменил ключевые кадровые назначения Рацираки в состав Конституционного суда, что изменило расклад сил в пользу нового президента. Конституционный суд оперативно провозгласил Равалуманану победившим в первом туре кандидатом 29 апреля 2002 года. Он повторно принёс президентскую присягу 6 мая 2002 г. 5 июля Рацирака бежал из страны, и вопрос о спорности избрания Равалумананы был снят.
На парламентских выборах 15 декабря 2002 года партия президента TIM получила 103 места в парламенте — абсолютное большинство. Сторонники Рацираки из доминировавшей ранее в политической жизни страны партии AREMA завоевали только 3 депутатских мандата.
Заслугой Равалумананы считается улучшение инфраструктуры страны, прежде всего дорог, а также повышение качества образования и медицины, однако его критикуют за неспособность справиться с чрезвычайно низким уровнем жизни в стране, хотя и отмечают, что коррупция при нём снизилась.,
Годы правления Равалумананы характеризуются экономическим ростом: в 2003 году на рекордные для страны 9,6 % ВВП, и впоследствии правительству удавалось поддерживать экономический рост на уровне 5-6 %. В то же время, в 2004 году правительство ввело плавающий курс мадагаскарского франка, который сразу же обвалился на 50 %, что вызвало рост цен и серьезную инфляцию. В октябре 2004 года Мадагаскар был признан МВФ бедной закредитованной страной (категория HIPC), что позволило списать 80 % долга, более 800 млн долл. Правительство также сумело получить помощь от ЕС и других международных доноров.
18 ноября 2006 его самолёт был вынужден отказаться от посадки в столице в связи с сообщениями о мятеже, который, однако, был вскоре подавлен.
В апреле 2007 года провел административную реформу по разделении страны на 22 «зоны развития», что ограничило влияние провинциальных губернаторов. Реформа предполагала выстраивание «вертикали власти», в которой президент мог опосредованно взаимодействовать с местной властью, причём логика этого взаимодействия была экономическая.
В начале 2009 года позиции президента были серьезно подорваны скандалом с покупкой нового президентского самолета за 60 млн долл., а также проектом соглашения правительства с южнокорейской компанией Дэу, предполагающего передачу огромной территории в аренду а 99 лет для производства кукурузы и пальмового масла. Передаваемые земли составляли около половины всех пригодных для обработки сельхозугодий Мадагаскара, а выращенные сельхозпродукты должны были полностью экспортироваться в Южную Корею.
В январе 2009 года в стране начались массовые протесты, который возглавил мэр Антананариву Андри Радзуэлина, главный оппонент власти. 31 января 2009 года Радзуэлина провозгласил себя президентом, обосновывая это бездействием властей в решении насущных проблем граждан. В ответ президент лишил его поста мэра. 7 февраля власти расстреляли многотысячную демонстрацию около президентского дворца, что повлекло многочисленные человеческие жертвы.
17 марта 2009 года президент страны Марк Равалуманана был фактически смещён со своего поста своим соперником, на сторону которого перешла армия, ранее занимавшая нейтральную позицию. Согласно противоречивым сообщениям, Равалуманана был изгнан из президентского дворца воинскими формированиями под руководством контр-адмирала Ипполита Рамарусуна. Объявлено о формировании переходного правительства под руководством бывшего мэра Антананариву Андри Радзуэлина, который сразу же сместил со своих постов 8 министров, тем самым ещё более ослабив позиции бывшего президента. Тем временем, Африканский Союз, саммит которого должен состояться в Антананариву, осудил эту «попытку путча».

## Последующий период
После свержения неоднократно пытался вернуться на Мадагаскар, однако новые власти всячески этому препятствовали. Пытался стать кандидатом на президентских выборах 2013 года, однако не был зарегистрирован.
12 октября 2014 года без ведома властей всё же приехал на Мадагаскар. На следующий день власти взяли штурмом его дом, Равалуманана был арестован и содержался на военной базе Анциранана, на севере Мадагаскара. В конце 2014 — начале 2015 гг. в рамках диалога политических сил принимал участие во встречах бывших президентов (вместе с Дидье Рациракой и Эри Радзаунаримампианиной ), куда его возили под конвоем с военной базы. В мае 2015 года все обвинения были сняты, и он был освобождён.
22 мая 2015 года занял пост президента основанной им партии «Я люблю Мадагаскар». Партия добилась неоднозначных результатов на муниципальных выборах 31 июля 2015 года, но одержала крупную и значительную победу в столице Антананариву, где победила его жена Лалао Равалуманана, ставшая, таким образом, первой женщиной, избранной мэром столицы Мадагаскара.
Баллотировался на президентских выборах 2018 года. Вёл кампанию, ориентированную на молодежь и малагасийскую диаспору за границей. Прошёл во второй тур и по итогу занял второе место с 35,35% голосов, проиграв Андри Радзуэлина (55,7 % голосов).
16 августа 2019 года был избран главой новой коалиции под названием RMDM. Однако к этой платформе, объединяющей оппозиционные партии, не присоединились структуры, поддержавшие её на президентских выборах 2018 года.
2 июля 2023 года официально выдвинул свою кандидатуру на президентских выборах 2023 года и 9 сентября был утверждён в качестве кандидата.
Владеет медиа-группой Malagasy Broadcasting System (MBS), управляющей радио- и телевизионными станциями.
Считается проамериканским политиком.